# Tiletamina
A tiletamina é um anestésico dissociativo farmacologicamente classificado como um antagonista do receptor NMDA. Sua estrutura química está relacionada à da cetamina . Em forma de cloridrato, possui aparência de cristais brancos inodoros.
O fármaco é utilizado na medicina veterinária em associação medicamentosa sob o nome comercial Telazol (tiletamina/zolazepam, em solução 10:1) em forma de anestésico injetável para aplicação em cães e gatos. A tiletamina também é usada em combinação com a xilazina (Rompun) para imobilizarmamíferos de grande porte, como ursos polares e bisontes-das-florestas .
A tiletamina é contraindicada em pesoas com escore ASA de III ou mais, bem como em animais com sinais do sistema nervoso central (SNC), hipertireoidismo, doença cardíaca, doença pancreática ou renal, gravidez, glaucoma ou lesões oculares penetrantes.
O uso recreativo de telazol tem sido reportado. Ainda, estudos em animais indicam que a tiletamina produz efeitos recompensadores e de reforço relevantes para o potencial de abuso.